# Pinguicula pilosa
Pinguicula pilosa este o specie de plante carnivore din genul Pinguicula, familia Lentibulariaceae, ordinul Lamiales, descrisă de Luhrs, Studnicka și Amp; Gluch. Conform Catalogue of Life specia Pinguicula pilosa nu are subspecii cunoscute.